# Kustánszeg
Kustánszeg è un comune dell'Ungheria di 573 abitanti (dati 2001). È situato nella contea di Zala.